# Alireza Firouzja
Alireza Firouzja (en persan : علیرضا فیروزجا) est un joueur d'échecs franco-iranien né le 18 juin 2003 à Babol (Iran).
À 18 ans, en novembre 2021, au Championnat d'Europe d'échecs des nations, il remporte la médaille d'or individuelle au premier échiquier de l'équipe de France. Il devient le no 2 mondial au classement mondial de la Fédération internationale des échecs de décembre 2021 et le plus jeune joueur de l'histoire des échecs à franchir la barre des 2 800 points au classement Elo au même moment.
Il est licencié au club d’échecs de Chartres et, à la suite de son acquisition de la nationalité française par naturalisation en juillet 2021, est affilié à la Fédération française des échecs.
Au 1er août 2025, avec un classement Elo de 2 766 points, il est le joueur français le mieux classé, et le huitième mondial (parmi les joueurs actifs, neuvième sur l'ensemble des joueurs classés).

## Biographie et carrière

### Champion d'Iran à douze ans
Né le 18 juin 2003 à Babol en Iran, Alireza Firouzja commence à jouer aux échecs contre son frère et ses parents à l'âge de huit ans.
Firouzja remporte le championnat d'Iran d'échecs en février 2016 à l'âge de 12 ans. Il est Champion d'Iran d'échecs une deuxième fois en février 2019.

### Premières grandes compétitions internationales
Firouzja est sélectionné dans l'équipe nationale adulte et réalise une remarquable performance en mars et avril 2016 lors du championnat d'Asie par équipes nationales adultes lors duquel il remporte une médaille d'or individuelle au quatrième échiquier.
Il reçoit le titre de maître international en 2016, à 13 ans et participe en octobre parmi les adultes à l'olympiade d'échecs de 2016 à Bakou où il marque 4,5 points sur 8 au quatrième échiquier de l'équipe iranienne,.
En 2017, Firouzja finit deuxième du championnat d'Asie junior des moins de vingt ans.
En 2018, Firouzja reçoit le titre de grand maître international. En septembre-octobre 2018, lors de l'Olympiade de Batoumi, il marque 8 points sur 11 au quatrième échiquier de l'équipe d'Iran.
Firouzja s'illustre plus particulièrement en cadences rapide et blitz. En décembre 2016, il participe à ses premiers championnats du monde en parties rapides et en blitz.
En fin d'année 2018, il participe à nouveau aux championnats du monde en parties rapides et en blitz. Tête de série no 169, il termine sixième du championnat du monde en parties rapides, affirmant son potentiel.
Firouzja finit sixième du championnat d'Asie d'échecs en juin 2019, une performance qui le qualifie pour la Coupe du monde d'échecs 2019.
Après avoir dépassé les 2 700 points Elo en août 2019, faisant de lui le 38e joueur mondial, Alireza Firouzja participe à la Coupe du monde d'échecs 2019 organisée à Khanty-Mansiïsk en septembre. Après avoir battu Arman Pashikian au premier tour et Daniil Doubov au deuxième tour, l’Iranien est éliminé par Ding Liren au troisième tour après un départage en parties rapides.
En septembre 2019, lors du 23e festival d'échecs de Hoogeveen, Firouzja rencontre en match le joueur péruvien Jorge Cori ayant alors un classement Elo de 2 671 points et le bat par 4,5 sur 6 (4 gains, 1 nulle et 1 défaite),.

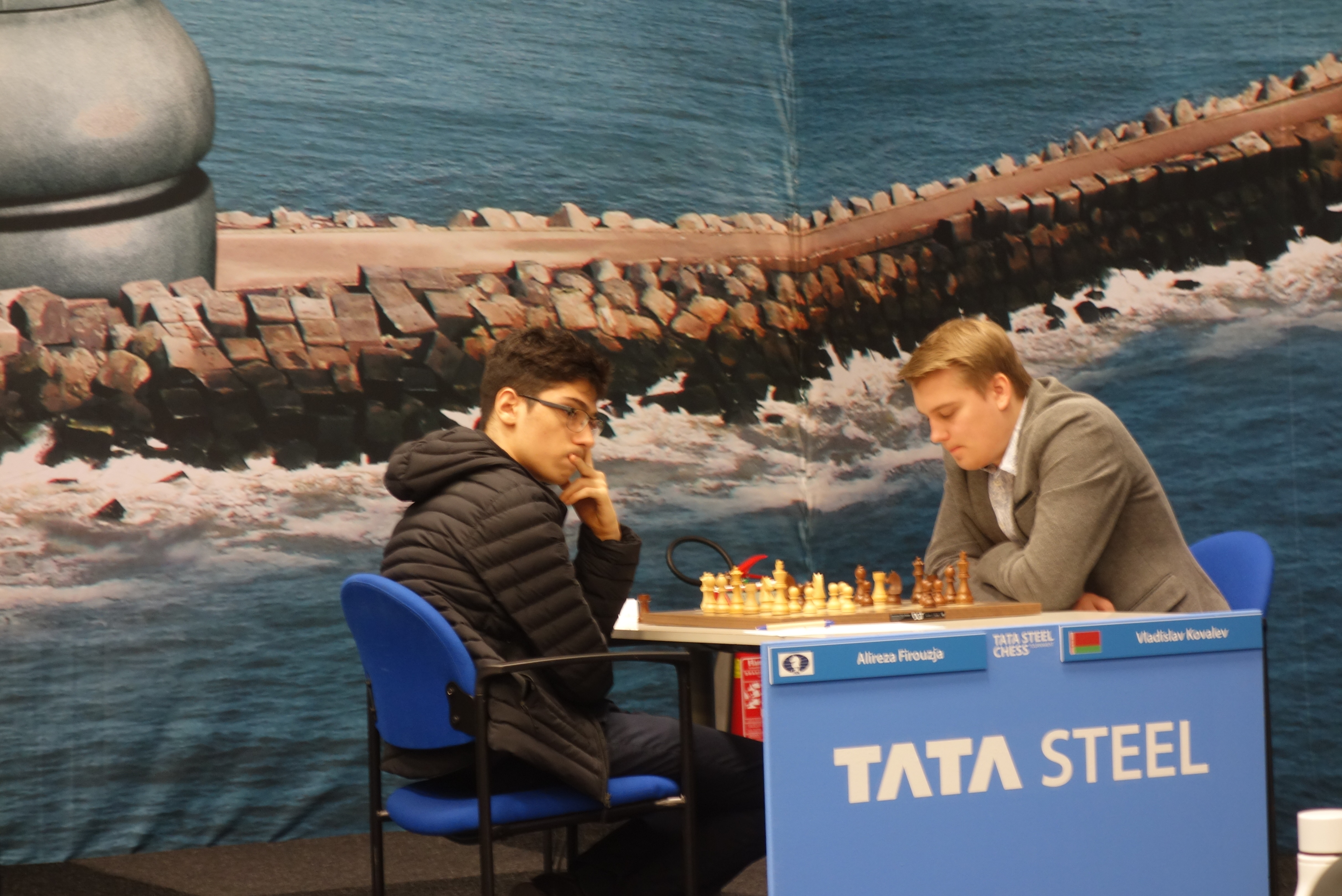
Alireza Firouzja en 2020 au tournoi de Wijk aan Zee.

En janvier 2020, Firouzja participe, au tournoi de Wijk aan Zee (Tata Steel). À 16 ans, il est le plus jeune participant devant Jeffery Xiong, 19 ans, qu'il bat. À mi-parcours, il est seul en tête avec 5/7 (4 gains, 1 perte, 2 nulles). Il finit le tournoi avec la moitié des points (6,5 points sur 13) à la 6e-9e place ex æquo.
En février 2020, il remporte le tournoi Masters du festival d'échecs de Prague après avoir battu l'Indien Vidit Santosh Gujrathi en blitz de départage (2-0) pour la première place.
Lors du tournoi Norway Chess 2020, il finit à la deuxième place avec quatre victoires, cinq nulles et une défaite en parties classiques, ainsi que trois victoires et deux défaites en blitz mort subite (Armageddon).

### Naturalisation française
Au cours de l'année 2019, souhaitant ne pas subir les restrictions politiques de la Fédération iranienne des échecs, qui interdit, par exemple, à ses licenciés de jouer contre les joueurs israéliens, Alireza Firouzja cherche un autre environnement pour poursuivre sa carrière. En mai 2019, au cours d'un tournoi disputé en France, il contacte le président de la Fédération française des échecs, Bachar Kouatly, qui en parle au maire de Chartres Jean-Pierre Gorges, ancien joueur lui-même, et au président du club de la ville, François Gilles. Ils trouvent au prodige iranien un appartement pour sa famille, un ordinateur puissant (fourni par des partenaires) et une voiture,.
En décembre 2019, l'Iran retire les joueurs de l'équipe masculine des championnats du monde rapide et blitz, car certains d'entre eux avaient joué contre un joueur israélien lors du tournoi de Sitges (du 12 au 22 décembre). Firouzja, qui vit en France et joue avec le club de Chartres, n'était pas présent au tournoi de Sitges. Il décide de participer, du 25 au 31 décembre, aux championnats du monde rapide et blitz sous la bannière de la Fédération internationale des échecs. Il remporte la médaille d'argent au championnat du monde d'échecs de parties rapides, avec 10,5 points marqués en 15 parties.
Habitant en France depuis 2019, Alireza Firouzja sollicite la nationalité française en juillet 2021. Le licencié du club de Chartres (C’Chartres Échecs) l'obtient et déclare lors de la remise officielle de son décret de naturalisation française : « C’est un immense honneur et je représenterai la France partout où j'irai. »
Il est officiellement affilié à la Fédération française des échecs en juillet 2021,. Son classement mondial en fait immédiatement le numéro un français devant Maxime Vachier-Lagrave.

### Numéro deux mondial (2021)
Lors de la Coupe du monde disputée en juillet-août 2021, Firouzja abandonne la bannière de la FIDE pour jouer pour la première fois sous les couleurs de la France. Après avoir été exempté du premier tour, comme les meilleurs mondiaux, il est battu au deuxième tour par le jeune Ouzbek de 15 ans, Javokhir Sindarov.
Lors du tournoi Norway Chess 2021, il finit à la deuxième place avec cinq victoires, trois nulles et deux défaites en parties classiques, ainsi que trois défaites en blitz mort subite (Armageddon). Il entre alors, au début du mois d'octobre, dans le top 10 mondial.
En novembre 2021, il gagne le tournoi Grand Suisse FIDE avec 8 points sur 11 (6 gains, 4 nulles et une défaite contre Fabiano Caruana).
Du 11 au 22 novembre 2021 à Čatež ob Savi, en Slovénie, il tient le premier échiquier de l'équipe française et gagne la médaille d'argent par équipe et la médaille d'or individuelle au premier échiquier avec 8 points marqués en 9 parties (+7 =2) et une performance Elo de 3 015 points. Il gagne notamment sa partie contre Shakhriyar Mamedyarov à la dernière ronde.
En décembre 2021, Firouzja participe aux championnats du monde en parties rapides et en blitz. Il termine 1er-3e du championnat du monde de blitz et troisième (médaille de bronze) au départage.
Ses succès à l'Open Grand Suisse FIDE et au championnat d'Europe des nations permettent à Firouzja d'occuper la deuxième place au classement mondial de la Fédération internationale des échecs avec un classement Elo de 2 804 points (34 points gagnés en un mois) en décembre 2021. Il devient ainsi le plus jeune joueur de l'histoire des échecs à franchir le seuil des 2 800 points Elo.

### Candidat au championnat du monde (2022)
Le succès au tournoi grand suisse FIDE 2021 permet à Firouzja d'être qualifié pour le Tournoi des candidats qui aura lieu en 2022.
Lors d'une interview le 14 décembre 2021 sur le site de son sponsor, le champion du monde en titre Magnus Carlsen a déclaré : « Il a été clair pour moi la majeure partie de l'année que ce Championnat du monde devait être le dernier. Cela ne signifie plus autant pour moi que ça l'a fait à une époque. Pour ceux qui s'attendent à me voir disputer le prochain Championnat du monde, la probabilité qu'ils soient déçus est très grande. Il est important que je précise que j'ai l'intention de continuer à jouer aux échecs car ça m'apporte beaucoup de joie. Mais le Championnat du monde n'a pas été source de plaisir, (...) Si quelqu'un d'autre que Firouzja gagnait le tournoi des candidats, il serait peu probable que je défende mon titre lors du prochain match de Championnat du monde. »
Lors du tournoi des candidats disputé à Madrid en juin-juillet 2022, Firouzja gagne deux parties, fait huit nulles, en perd quatre et finit à la sixième place avec 6 points sur 14.

### Vainqueur du Grand Chess Tour 2022
Pendant l'été, Alireza remporte deux tournois du Grand Chess Tour 2022, le Rapide et blitz de Saint-Louis et la Coupe Sinquefield disputée également à Saint-Louis. Il termine premier du classement général du Grand Chess Tour.

### Intérêt pour la mode
Après le tournoi des candidats de 2022 qui qualifie Ding Liren et Ian Nepomniachtchi au championnat du monde, Alireza Firouzja se montre à moins de grands tournois et déclare être actif dans l'industrie de la mode mais confirme sa volonté de continuer à jouer aux échecs. Il ne reviendra sur la scène échiquienne qu'à partir de juin 2023 pour le Norway Chess,.

### Qualification au tournoi des candidats 2024
Alireza Firouzja se qualifie pour le tournoi des Candidats qui a lieu à Toronto du 2 au 25 avril 2024, grâce à son classement Elo. Avec 2759 points, il devance Wesley So (2757), après avoir remporté l'Open de Rouen qui s'est déroulé du 26 au 29 décembre 2023,. Il termine 7e au tournoi des candidats 2024.

### Champion de Bullet chess.com 2024 et 2025
Le 13 juin 2024, Alireza Firouzja remporte le Bullet Chess Championship organisé par le site chess.com. Ce tournoi en ligne est reconnu officieusement comme étant le championnat du monde de bullet. L'édition 2024 regroupe parmi les meilleurs joueurs mondiaux à l'instar d'Anish Giri, Maxime Vachier-Lagrave ou encore Fabiano Caruana. À la suite d'une défaite contre Sam Sevian, Firouzja est reversé dans le tableau des perdants. Il bat Anish Giri au 2e round, Oleksandr Bortnyk au 3ème round, Nihal Sarin en quart de finale, avant de rejouer contre Sam Sevian qu'il bat en demi-finale du tableau des perdants. En finale de ce dernier ,il bat Daniel Naroditsky, se qualifiant ainsi pour la grande finale où il rencontre Hikaru Nakamura, qualifié dans le tableau des gagnants. Firouzja s'impose dans une double confrontation 17,5–12,5 puis 12,5–10,5 et remporte donc le tournoi.
Le 27 juin 2025, Alireza Firouzja remporte à nouveau le Bullet Chess Championship 2025 en réalisant une performance remarquable, remportant tous ses matchs avec au moins 10 points d'écart. Il gagne son premier match 13,5–3,5 face à Jeffery Xiong, puis Yagiz Erdogmus 18,5–5,5 pour rentrer en demi-finale des gagnants face à Nihal Sarin, qu'il bat 17,5–6,5. Ce match lui permet d'accéder à la finale des gagnants face à Daniel Naroditsky, finale qu'il gagne avec un score de 22,5–10,5, ce qui lui permet de disputer ensuite la grande finale, qu’il remporte 19,5–5,5.

## Style échiquéen
Son style, offensif et créatif, en fait une tête d'affiche de la génération des joueurs nés dans les années 2000. Lors du tournoi des candidats 2022 organisé à Madrid, Alireza Firouzja impressionne dans ses préparations, les débuts de partie, et montre des difficultés en fins de partie, dans les finales.
Après avoir construit son jeu seul, en autodidacte, en Iran, en jouant des parties rapides sur Internet, son répertoire évolue rapidement de la défense française et de la défense Benoni à la variante Najdorf qui lui permet de mettre à profit son talent tactique.